# Now or Never (альбом)
«Now or Never» (англ. «Зараз або ніколи») — перший сольний альбом співака Ніка Картера, учасника гурту «Backstreet Boys». Альбом має дванадцять пісень. У перший тиждень після релізу, «Now or Never» зайняв 17 рядок хіт-параду Billboard 200 з продажами близько 70 тис. екземплярів. У грудні 2002 року він отримав статус золотого в США.

## Список композицій
1. Help me (Метью Джеррард, Мішель Вайс-маслини) — 3:09
2. My confession (Гері Кларк, Мартін Браммер, Нік Картер) — 3:50
3. I stand for you (Брайан Кірульф, Джош Шварц, Нік Картер) — 3:07
4. Do I have to cry for you (Брайан Кірульф, Джош Шварц, Нік Картер) — 3:37
5. Girls in the USA (Брайан Кірульф, Джош Шварц, Нік Картер) — 4:07
6. I got you (Макс Мартін, Рамі) — 3:57
7. Is it saturday yet? (Гері Кларк, Мартін Браммер, Нік Картер, Стівен Лант) — 3:14
8. Blow your mind (Макс Мартін, Пер Альдхейм, Рамі) — 3:34
9. Miss America (Aleena, Марк Тейлор, Стів Лі) — 3:55
10. I just wanna take you home (Макс Мартін, Пер Альдхейм, Рамі) — 2:55
11. Heart without a home (I'll be yours) (Стів Мак, Уейн Ектор) — 4:46
12. Who needs the world (Чарлі Міднайт, Грем Едвардс, Лорен Крісті, Скотт Спок) — 3:30